# Portugals herrlandslag i handboll
Portugals herrlandslag i handboll representerar Portugal i handboll på herrsidan. En stor framgång kom vid 2025 års världsmästerskap, som spelades i Danmark, Norge och Kroatien, då Portugal gick till semifinal, och därefter fick spela match om tredje pris, som man dock förlorade med 34–35 mot Frankrike.

## Spelare i urval
- Ricardo Andorinho
- Alexis Borges
- Gilberto Duarte
- Luís Frade
- Carlos Galambas
- Ricardo Martins da Costa
- Alfredo Quintana
- Carlos Resende

## Förbundskaptener i urval
- Mircea Costache II (1988–1995)
- Oleksandr Donner (1995–1999)
- Javier García Cuesta (1999–2005)
- Mats Olsson (2005–2012)
- Paulo Pereira (2016–)